# A Song for You
«A Song for You» — песня, написанная и первоначально записанная рок-певцом и пианистом Леоном Расселлом для его первого сольного альбома Leon Russell, который был выпущен в 1970 году на Shelter Records. Медленная, исполненная боли мольба о прощении и понимании от отдалившегося возлюбленной, мелодия — одна из самых известных композиций Рассела. На записи Рассел пел, играл на фортепиано и теноровом рожке. Её исполнили и записали более 200 артистов, представляющих многие музыкальные жанры.
Одна из первых версий песни, привлекшая к ней более широкое внимание, была записана Энди Уильямсом, которая достигла 29-го места в чарте adult contemporary и 82-го в Billboard Hot 100 в 1971 году. Рэй Чарльз записал версию, которая принесла ему в 1994 году премию «Грэмми» за лучшее мужское вокальное исполнение в стиле ритм-н-блюз. Другие известные версии были записаны дуэтом The Carpenters в 1972 году и Херби Хэнкоком в 2005 году.
17 января 2018 года песня была добавлена в Зал славы премии «Грэмми».